# Lepilemur jamesi
Lepilemur jamesi is een zoogdier uit de familie van de wezelmaki's (Lepilemuridae). De wetenschappelijke naam van de soort werd voor het eerst geldig gepubliceerd door Louis et al. in 2006. De soort is genoemd naar de familie van Larry, Jeannette en Barry James, die gedurende een lange periode steun hebben verleend aan de Henry Doorly Zoo in Omaha, waar veel van het onderzoek dat heeft geleid tot de beschrijving van L. jamesi plaats heeft gevonden. 

## Kenmerken
L. jamesi is een grote, bruine wezelmaki. Het gezicht is lichtgrijs. De bovenkant van de kop is bruin. Over de bovenkant van het lichaam en het hoofd loopt een zwarte streep. De oren zijn grijs. De buik is bruin. De staart is bruin en wordt steeds donkerder, tot zwart toe, naar de punt toe. De vacht is relatief kort.

## Verspreiding
De soort komt voor in het Manomboreservaat (tussen de rivieren Manampatrana en Mananara) op Madagaskar. 
De verspreiding van deze soort ligt het dichtst bij die van L. betsileo en L. fleuretae, zijn nauwste verwanten.
Lepilemur aeeclis · Lepilemur ahmansoni · Lepilemur ankaranensis · Lepilemur betsileo · Grijsrugwezelmaki (Lepilemur dorsalis) · Milne-Edwards wezelmaki (Lepilemur edwardsi) · Lepilemur fleuretae · Lepilemur grewcocki · Lepilemur hollandorum · Lepilemur hubbardi · Lepilemur jamesi · Witvoetwezelmaki (Lepilemur leucopus) · Kleintandwezelmaki (Lepilemur microdon) · Lepilemur milanoii · Grote wezelmaki (Lepilemur mustelinus) · Lepilemur otto · Lepilemur petteri · Lepilemur randrianasoloi · Roodstaartwezelmaki (Lepilemur ruficaudatus) · Lepilemur sahamalaza · Lepilemur scottorum · Lepilemur seali · Noordelijke wezelmaki (Lepilemur septentrionalis) · Lepilemur tymerlachsoni · Lepilemur wrighti